# Weh (langue)
Le weh est une langue bantoïde des Grassfields du groupe Ring parlée dans le Nord-Ouest du Cameroun, dans le département du Menchum, l'arrondissement de Wum et particulièrement dans le village de Weh.
Le nombre de locuteurs était estimé à 8 000 en 1993.

## Écriture
| a | b  | bv | ch | d | dz | e  | f | g | gb | gh | h  | i | ɨ | j | k | kp | l  | m |
| n | ny | ŋ  | o  | ɔ | p  | pf | r | s | sh | t  | ts | u | v | w | y | z  | zh | ʼ |